# 涡北县
涡北县，中国旧县名。
豫皖苏抗日根据地设。1939年由安徽省涡阳县北部析置涡北县。以位于县北得名。随即撤销。1940年1月，豫皖苏边区再次成立涡北县，辖原涡阳县的丹城、义门、龙山三个区，共有15乡。1944年9月，改涡北县为雪涡县。